# Pteroherpus surmachi
Espèce
Pteroherpus surmachi est une espèce d'acariens de la famille des Pteronyssidae. Ce parasite des plumes a été décrit chez la Sittelle de Chine (Sitta villosa) en 2011 par l'arachnologiste russe Sergei V. Mironov.